# Sue Lyon
Pour les articles homonymes, voir Lyon (homonymie).
Suellyn Lyon, dite Sue Lyon, née le 10 juillet 1946 à Davenport dans l'Iowa et morte le 26 décembre 2019 à Los Angeles, est une actrice américaine.
Elle est surtout connue pour avoir interprété le rôle-titre du film Lolita de Stanley Kubrick (1962).

## Biographie

### Lolita
À l'âge de quatorze ans, Suellyn Lyon est choisie pour interpréter le rôle de Dolores Haze, alias « Lolita », jeune adolescente objet du désir de Humbert Humbert, dans le film de Kubrick. Elle est choisie car elle fait plus que son âge, ce qui devait être un bon moyen pour limiter les controverses, bien que Lolita soit une adaptation moins explosive et plus « décente » du roman homonyme de Vladimir Nabokov.
Âgée de quinze ans lors de la première du film, en juin 1962, elle connaît une courte période de célébrité et reçoit même un Golden Globe en 1963 du meilleur espoir (New Star Of The Year - Actress).

### Carrière cinématographique
Sue Lyon interprète ensuite un rôle similaire dans l'adaptation de la pièce de théâtre La Nuit de l'iguane (The Night of Iguana) de Tennessee Williams en 1964, qui fit également controverse, principalement à cause d'une scène où Lyon est filmée émergeant de l'eau.
En 1965, elle joue dans Frontière chinoise de John Ford.
La notoriété de Sue Lyon décroît ensuite rapidement et elle est reléguée à des rôles secondaires dès les années 1970. Elle continue à tourner dans divers films jusque dans les années 1980.

### Vie privée
Sue Lyon s'est mariée à cinq reprises.
Divorcée après un bref mariage avec Hampton Fancher (1963-1965), Sue Lyon se remarie en 1971 avec Roland Harrison, un photographe afro-américain avec lequel elle a une fille, Nona. Après un exil en Espagne, Lyon divorce à nouveau (en 1972) et retourne aux États-Unis. Elle se remarie une troisième fois en 1973 avec Cotton Adamson et divorce en 1974 encore alors que son mari est enfermé dans la prison d'État du Colorado, accusé de meurtre. Suivront Edouard Weathers (mariage en 1983 - divorce en 1984) et Richard Rudman (mariage en 1985 - divorce en 2002).
Cette vie chaotique peut s'expliquer par le trouble bipolaire qu'on lui diagnostiqua et pour lequel elle suivit un traitement.
Sue Lyon tint des propos amers envers le film qui fit d'elle une star. En 1998, elle déclare à l'agence Reuters que Lolita est le film qui a « causé [sa] destruction en tant que personne. »
L'actrice a également confié dans une interview qu'elle a perdu son frère en 1963, alors qu'elle n'avait que 16 ans. Reçue deux jours plus tard dans un talk show américain, l'animateur lui demande : « Votre frère s'est-il tué à cause de votre célébrité à dater de Lolita ? » La toute jeune actrice, choquée, quitte le plateau sans dire un mot.

### Mort
Sue Lyon meurt des suites d'une longue maladie à l'âge de 73 ans.

## Filmographie

### Cinéma

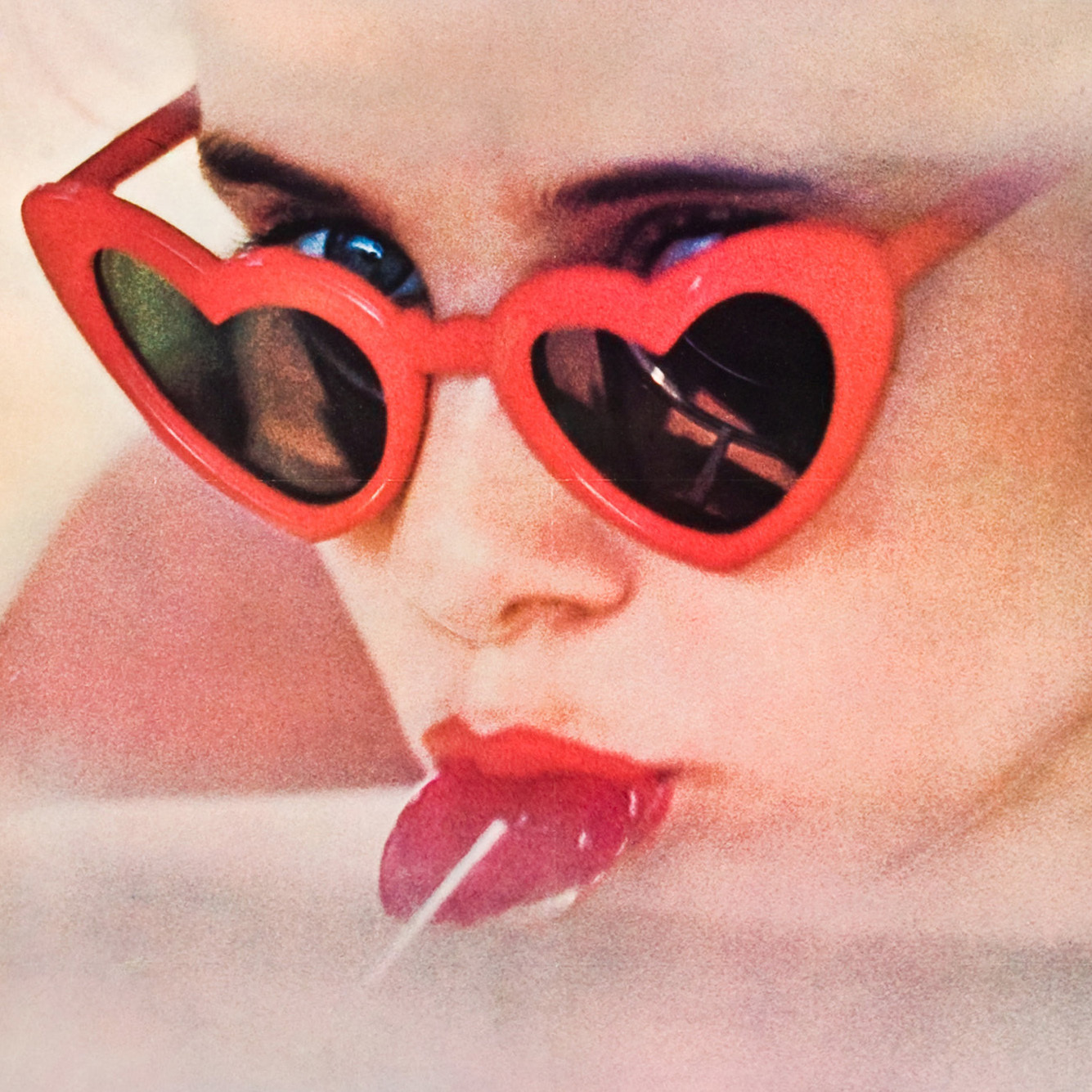
Sue Lyon sur l'affiche de Lolita.

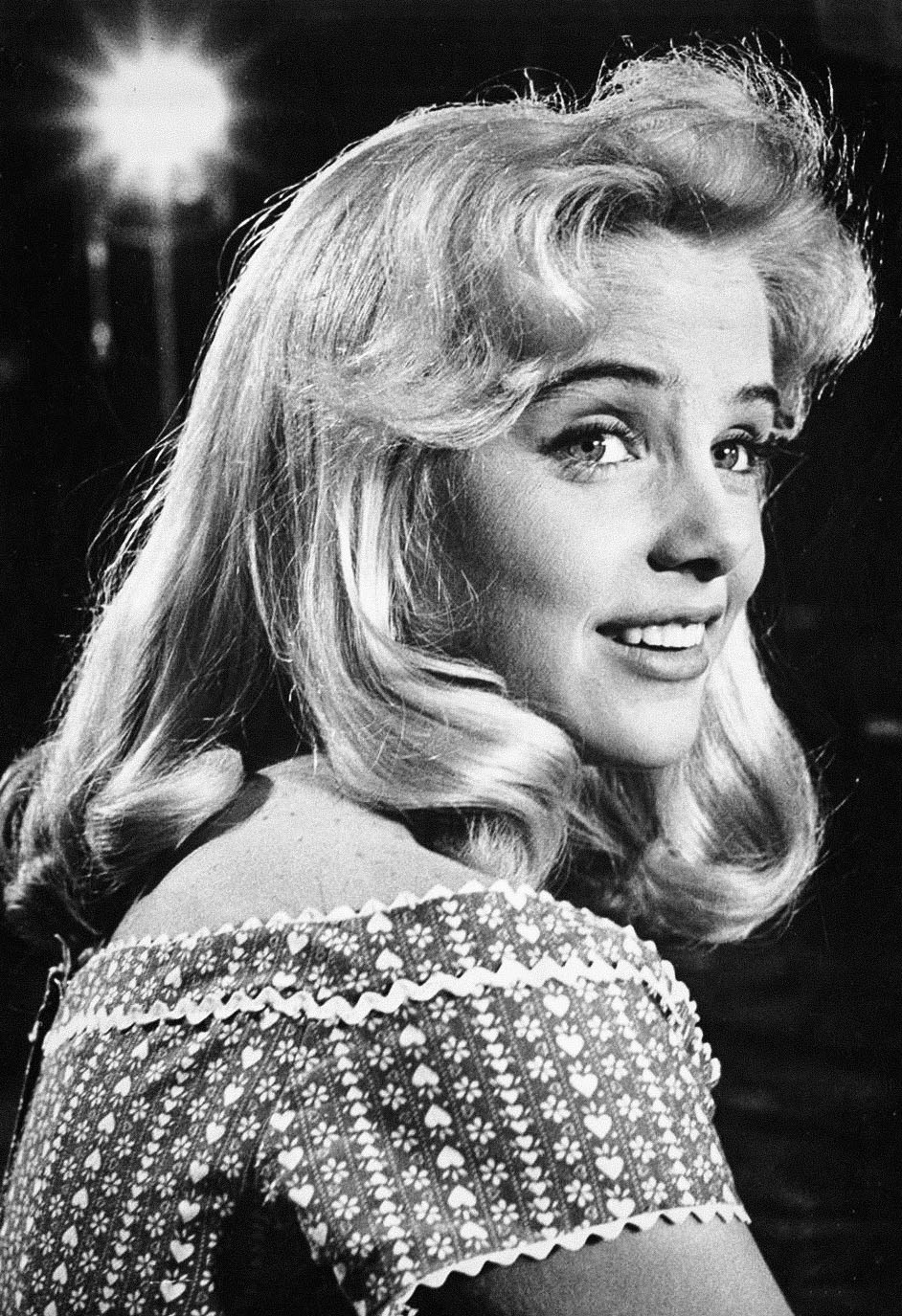
Portrait de Sue Lyon par Stanley Kubrick en 1962.

- 1962 : Lolita de Stanley Kubrick : Lolita
- 1964 : La Nuit de l'iguane (The Night of Iguana) de John Huston : Charlotte Goodall
- 1966 : Frontière chinoise (7 Women) de John Ford : Emma Clark
- 1967 : Une sacrée fripouille (The flim-Flam Man) : Bonnie Lee Packard
- 1967 : Tony Rome est dangereux (Tony Rome) : Diana Pines
- 1970 : Four Rode Out (en) : Myra Polsen
- 1971 : Evel Knievel (en) de Marvin J. Chomsky : Linda
- 1973 : Les cartes ne mentent jamais (Tarot) de José María Forqué : Angela
- 1973 : Le Bal du vaudou (Una gota de sangre para morir amando) : Ana Vernia
- 1977 : Crash! (en) : Kim Denne
- 1977 : Destruction planète Terre (End of the World) : Sylvia Boran
- 1978 : L'Étrangleur invisible (Invisible Strangler / The Astral Factor) : Darlene DeLong
- 1978 : Towing : Lynn
- 1980 : L'Incroyable Alligator (Alligator) : une journaliste d'ABC

### Télévision
- 1969 : Arsenic and Old Lace (téléfilm) : Elaine Harper
- 1970 : But I Don't Want to Get Married! (en) (téléfilm) : Laura
- 1970 : Le Virginien (The Virginian) : Belinda Ballard
- 1971 : Night Gallery (série TV) : Betsy
- 1976 : Carambolages (en) (Smash-Up on Interstate 5) (téléfilm) : Burnsey
- 1977 : Don't Push I'll Charge When I'm Ready (téléfilm) : Wendy Sutherland
- 1978 : L'Île fantastique (Fantasy Island) : Jill Nolan